# Ньютон, Лили
Лили Ньютон (англ. Lily Newton; 26 января 1893 — 26 марта 1981) — профессор ботаники и проректор в Университете Уэльса.

## Биография
Лили Ньютон родилась 26 января 1893 года в Пенсфорде, графство Сомерсет, в семье Джорджа и Мелинды Баттен. Она изучала ботанику в Бристольском университете и закончила его с отличием.
В 1919 году Лили стала ассистентом преподавателя ботаники в Бристольском университете, в следующем году она начала работать в колледже Биркбек Лондонского университета лектором по ботанике. В 1923 году она получила должность исследователя естественной истории в Британском музее и Имперском колледже Лондона. В 1925 году Лили Ньютон вышла замуж за доктора Уильяма Фрэнка Ньютона, перспективного цитолога садоводческого института Джона Иннса. К сожалению, она овдовела через 2 года. С 1927 до 1928 года она работала в садоводческом институте Джона Иннса, помогая готовить труды своего мужа к печати.
В 1928 году Ньютон переехала в Уэльс, начала преподавать ботанику в университете Абериствита. В 1930 году стала профессором ботаники. Под ее руководством отдел получил высокую репутацию как в Уэльсе и за его пределами. Отмечалось значительное увеличение количества студентов и была внедрена интенсивная программа исследований, тесно связанная с местными проблемами. Она была проректором университета Уэльса в 1951-52 годах, а впоследствии, после внезапной смерти ректора Айфора Л. Эванса, исполняющим обязанности ректора в 1952-53 годах. В 1959 году Лили Ньютон был избран заслуженным профессором в отставке; в 1973 году она получила звание почетного доктора Университета Уэльса.
Лили Ньютон исследовала вопросы распространения растений и водорослей. В 1931 была издана ее книга "A Handbook of the British Seaweeds". В этой публикации дана систематизация около 750 видов водорослей, распространенных у берегов Британских островов. Во время Второй мировой войны Министерство здравоохранения Великобритании было обеспокоено возможной нехваткой агара, необходимого для научных, пищевых и лекарственных целей. Этот вопрос стал особенно острым после событий в Перл-Харборе, когда японские поставки были остановлены. Перед Лили Ньютон был поставлен вопрос о координации работ по крупномасштабном производстве агара из британских водорослей. Кроме того, она отвечала за полевые исследования водорослей "Gigartina stellata" и "Chondrus crispus".
Ньютон также читала лекции по тематике ископаемых и цветочных растений, а также сыграла важную роль в становлении движения по охране природы в Уэльсе.
Лили Ньютон занимала должности президентов ряда обществ: возглавляла секцию К Британской научной ассоциации в 1949 году; Британского Альгологического общества в 1955-57 годах и Британской Федерации образования в домашнем хозяйстве в 1957-63 годах.
Лили Ньютон умерла в своем доме в Свонси 26 марта 1981 года.

## Отдельные публикации
- Newton, L. "A handbook of the British seaweeds." London: British Museum, 1931
- Newton, L. "Plant distribution in the Аберистуит district: including Plynlimon and Cader Idris." Аберистуит: Cambrian News, 1933?
- Orr, A. P., Newton, L., Marshall, S. M. "A study of certain British seaweeds and their utilisation in the preparation of agar." London: HMSO, 1949
- Newton, L. "Seaweed utilisation." London: Sampson Low, 1951